# Валтер фон Геролдсек
Валтер фон Геролдсек (на немски: Walter von Geroldseck; * 1231; † 12 февруари 1263) е от 1260 г. до смъртта си епископ на Страсбург.

## Произход и управление
Той е син на Валтер I фон Геролдсек (1235 – 1275/1277), господар на Геролдсек, и първата му съпруга Хайлика фон Малберг († 1259), дъщеря на Мербодо II фон Малберг († сл. 1225) и Ида фон Мандершайд († 1237). Брат е на граф Хайнрих I († 1296/1298), граф на Геролдсек и Велденц, и на Херман I, господар на Геролдсек фогт в Ортенау († 8 март 1262, убит в битката при Хаузберген).
През 1247 г. Валтер е домхер и от 1252 г. домпропст в Страсбург. На 27 март 1260 г. Валтер е избран за епископ на Страсбург, признат е и помазан едва в началото на следващата година. По-късният крал Рудолф I е на страната на град Страсбург.
Войската на епископ Валтер претърпява загуба в битката при Хаузберген на 8 март 1262 г. с жителите на град Страсбург. Брат му Херман I (II) пада убит в битката. След мира от 9 юли Валтер започва през ноември отново борбата, но загубва поддръжката от съюзниците си.
Валтер фон Геролдсек умира на 12 февруари 1263 г. и е погребан в Дорлисхайм. След него епископ на Страсбург става Хайнрих IV фон Геролдсек, който сключва траен мир с града.